# 2 Sextantis
Désignations
2 Sextantis (en abrégé 2 Sex) est une étoile géante de magnitude apparente 4,68. Contrairement à ce que suggère sa désignation de Flamsteed, elle est située dans la constellation de l'Hydre et non celle du Sextant. D'après la mesure de sa parallaxe annuelle par le satellite Gaia, l'étoile est distante d'environ ∼ 315 a.l. (∼ 96,6 pc) de la Terre. Elle s'en éloigne à une vitesse radiale héliocentrique de +42,6 km/s. Elle possède un mouvement propre relativement important, traversant la sphère céleste à un rythme de 0,173 seconde d'arc par an.
2 Sextantis est une étoile géante rouge de type spectral K3 III, qui a épuisé les réserves en hydrogène de son cœur et qui a évolué hors de la séquence principale. Elle est estimée être âgée de 4,58 milliards d'années et elle est 1,32 fois plus massive que le Soleil. Le rayon de l'étoile est 24 fois plus grand que le rayon solaire, elle est 190,5 fois plus lumineuse que le Soleil et sa température de surface est de 4 188 K.